# Phrurolithus adjacens
Phrurolithus adjacens là một loài nhện trong họ Phrurolithidae.
Loài này thuộc chi Phrurolithus. Phrurolithus adjacens được Willis J. Gertsch & Michael Davis miêu tả năm 1940.